# La Planée
 La Planée  es una comuna y población de Francia, en la región de Franco Condado, departamento de Doubs, en el distrito y cantón de Pontarlier.
Su población en el censo de 1999 era de 200 habitantes.
Está integrada en la Communauté de communes du Mont-d'Or et des Deux Lacs .

## Demografía
| 150 | 167 | 133 | 154 | 167 | 200 |
| Para los censos de 1962 a 1999 la población legal corresponde a la población sin duplicidades (Fuente: INSEE [Consultar]) |     |     |     |     |     |

- Datos: Q909135
- Multimedia: La Planée / Q909135

1. ↑  Worldpostalcodes.org, código postal n.º 25160.
2. ↑  INSEE, Datos de población para el año 2012 de La Planée (en francés).